# Топлёное молоко
Топлёное молоко́ (томлёное молоко́) — молочный продукт, который производится из цельного молока путём его кипячения и последующего длительного равномерного прогревания.
Это традиционное блюдо русской, белорусской и украинской кухни, которое готовили в русской печи. 
У тюркских народов из аналога топлёного молока делают катык. Основное различие в том, что топлёное молоко выдерживается несколько часов в сильно нагретом состоянии без постоянного кипячения, часто в закрытой посуде, а заготовка для катыка подвергается длительному кипячению в открытой посуде, что способствует интенсивному выпариванию до 1/3 первоначального объёма.
Продукт имеет бежевый цвет, характерные запах и вкус. Топлёное молоко хорошо хранится, дольше не скисает в сравнении с цельным или кипячёным молоком.
Топлёное молоко употребляют в основном в виде напитка. Также используется для изготовления варенца, ряженки и в кулинарии (печенье, пироги, кремы).

## Изготовление
Промышленное производство предусматривает предварительную пастеризацию молока, которое затем выдерживают при температуре 85—99 °C в закрытых ёмкостях не менее трёх часов для достижения специфических органолептических качеств. При этом молоко перемешивают для предотвращения появления на его поверхности слоя жира и белковых скоплений. После топления молоко в той же ёмкости охлаждают при постоянном помешивании до 40 °C. Затем молоко направляют в охладитель и разливают в тару.
В домашних условиях топлёное молоко можно получить, если закипевшее молоко залить в ополоснутый горячей водой термос и оставить на 4-6 часов. Можно также подогревать в закрытой посуде не менее 1,5 часов. При этом есть опасность, что из-за неравномерного нагрева молоко может вспениться («убежать») или начнёт локально разрушаться белок («пригорать»), поэтому процедуру следует проводить на водяной бане, например, с использованием молочника.

## Особенности химического состава
При длительном нагреве лактоза взаимодействует с аминокислотами белков (реакция Майяра), в результате чего образуются меланоидиновые соединения, которые придают молоку кремовый оттенок и карамельный привкус. Кроме того, происходит изменение аминокислот с образованием реактивноспособных сульфидных групп, вступающих во взаимодействие с некоторыми компонентами молока с образованием соединений, имеющих специфический вкус и запах.
При топлении влага частично испаряется, что приводит к изменению массовых долей состава. Топлёное молоко отличается от пастеризованного повышенным содержанием жира (6 % против 2,5-3,5 %), кальция (124 мг против 115 мг), железа (0,1 мг против 0,06 мг), витамина A (0,04 мг против 0,025 мг). Однако из-за длительной тепловой обработки в нём значительно меньше, чем в пастеризованном молоке, витаминов C (в 4 раза) и B1 (в 2 раза).